# Francesco Brunetti (scultore)
Francesco Brunetti detto Checco (Bologna, 10 giugno 1941 – Crespellano, 4 dicembre 1995) è stato uno scultore italiano.

## Biografia

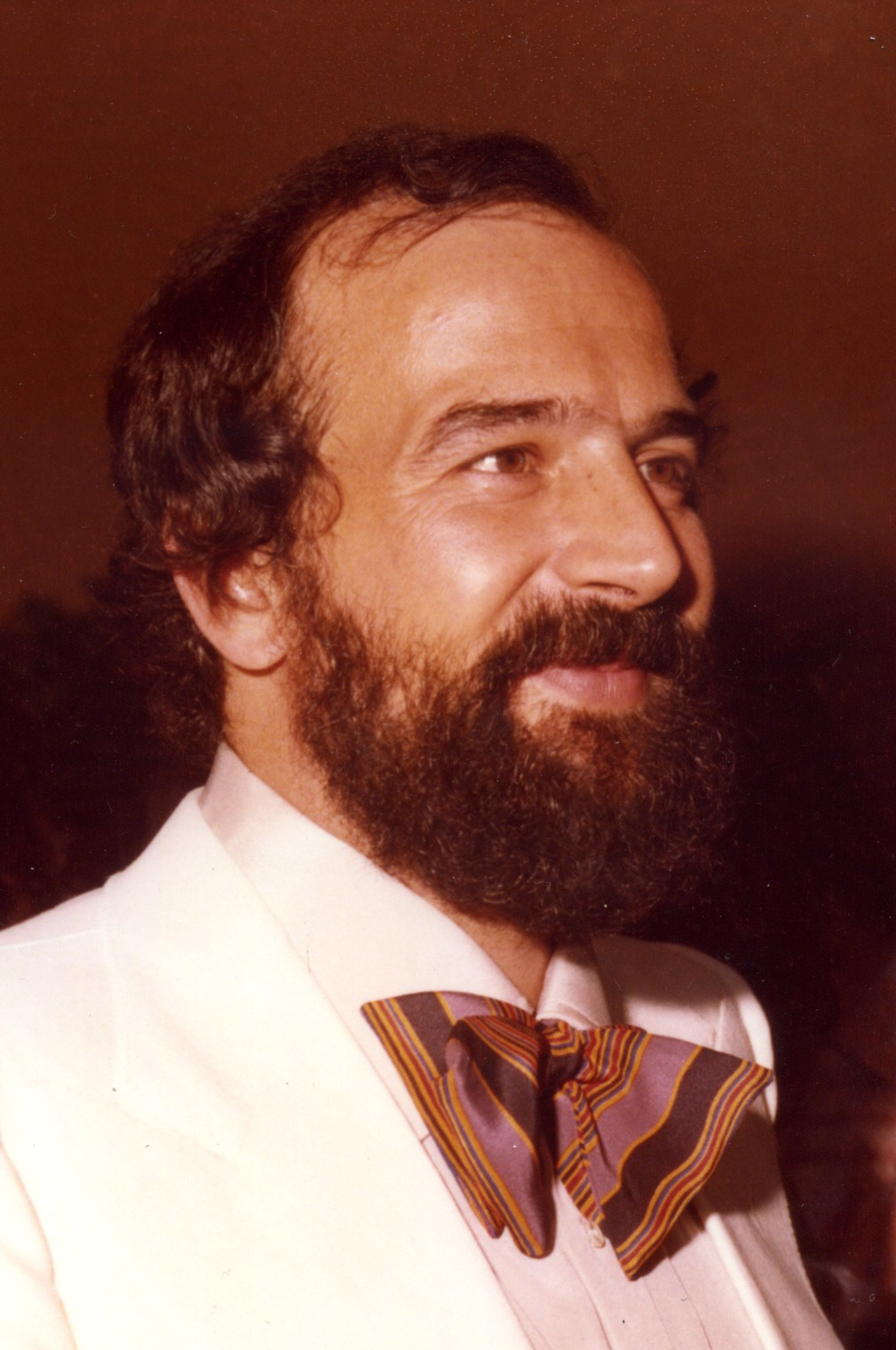
Francesco Brunetti il giorno delle nozze con Elisabetta Frejaville.

È figlio di Otello Brunetti e Maria Saetti (sorella del pittore Bruno Saetti). I suoi genitori hanno già tre figli, Giovanni, detto Gianni, Pietro e Paolo.
La famiglia risiede a Roma, dove Otello lavora e dove la sua passione di modellista ferroviario, ereditata dal nonno Luigi e dal padre Giovanni, è molto apprezzata sia da privati sia nel suo stesso ambiente di lavoro (suoi modelli vengono esposti anche all'estero per rappresentare le Ferrovie Italiane).
Dopo la guerra, la famiglia torna a Bologna, a Porta Saffi. Francesco, detto Checco, è di salute cagionevole e, per le troppe assenze, non viene ammesso all'esame di V elementare. Il maestro dell'anno successivo riconosce in lui una propensione per le discipline artistiche, e consiglia l'iscrizione all'Istituto d'Arte dove, nel corso degli studi, si indirizza verso la scultura.
Diplomato Maestro d'Arte, si iscrive all'Accademia di Belle Arti di Bologna. È di questi anni il suo impegno nel settore grafico-pubblicitario.
Agli inizi degli anni '60 giungono i primi successi in campo artistico: a 19 anni vince il 1º premio per la scultura al Premio Nazionale Lerici.
L'inizio ufficiale nel mondo dell'arte avviene all'inizio dell'insegnamento, come assistente del professor Enzo Pasqualini al Liceo Artistico di Bologna e con la sua prima personale nel 1970 presso la Galleria d'Arte "La Nuova Loggia" di Bologna.
Oltre alla compagnia artistica dello zio Bruno Saetti, ormai affermato pittore bolognese, Francesco cresce nell'amicizia e alla scuola del pittore Giovanni Korompay.
Nell'aprile del 1972 conosce, durante un viaggio a Parigi, Elisabetta Frejaville, che sposa nel settembre del 1974. Avranno 3 figlie, Chiara nel 1976, Sara nel 1978 e Maria Giovanna, detta Genny, adottata nel 1983. La famiglia diventerà il suo motore e la sua opera più preziosa. Sacrificherà molto la carriera artistica per stare con la sua famiglia.
Sempre nel 1972 vince il concorso per la Cattedra di Figura e Ornato Modellato presso il liceo Artistico di Bologna, che fu di Cleto Tomba e che mantiene fino al settembre del 1991.
Diversi critici d'arte hanno scritto di lui in occasione di mostre o premi: Luigi Lambertini, Luciano Bertacchini, Giorgio Ruggeri, Oscar Signorini, Valerio Dehò, Mirta Carroli, Corrado Marsan, Lorenza Trucchi.
Tra gli anni '70 e '80 diverse saranno le mostre personali che l'artista esporrà a Roma, Modena, Rovigo, Bologna, Venezia, Riccione, Crespellano e in altre località.
Gli anni '80 e '90 sono più dedicati a opere di arte sacra: vetrate, crocifissi, calici (anche uno sbalzato appositamente per il papa Giovanni Paolo II in visita a Bologna e che l'artista riuscirà a regalargli personalmente), un evangeliario, un bastone pastorale (regalato a nome della diocesi a mons. Giacomo Biffi per la nomina a cardinale) e altre opere minori su commissione.
Dal 1974 al 1988 vive a Bologna, in via Saragozza, continuando a lavorare presso lo studio, che condivide con suo padre, in viale Silvani.
Dal luglio 1988 la famiglia Brunetti va a vivere a Crespellano, dove nel 1993 l'artista trasferisce anche lo studio.
Nel gennaio 1991 è colpito da un infarto, la progressiva compromissione delle sue condizioni fisiche, lo costringe a lasciare l'insegnamento e a rallentare l'attività artistica.
Muore il 4 dicembre 1995 nella sua casa di Crespellano.

## Stile

### Titoli dati alle opere
Francesco Brunetti attribuì solo alle prime sculture titoli di fantasia; già dai primi anni '70 l'artista cominciò ad attribuire a tutte le sculture il titolo di Reperto, seguito da un numero superiore al 2000, seguito negli anni dalla E, iniziale del nome della moglie e successivamente dalla C, poi S, quindi G, cioè dalle iniziali dei nomi delle figlie che vennero ad arricchire la famiglia. Verso i primi anni '80, con l'inserimento di castoni con pietre dure, marmi e lamine dorate fino alla sperimentazione ed acquisizione anche della tecnica del cesello a sbalzo e inserimento di smalti, i titoli delle opere cominciarono ad essere Eldorado e successivamente Trionfi quando compaiono anche immagini di foglie d'acanto o di quercia, in vari materiali e tecniche; anche in questo caso il numero e l'acronimo ECSG accompagnano il titolo delle opere.
Purtroppo per la maggior parte delle sculture non è rimasta traccia del titolo specificamente attribuito alla singola opera, anche quando sono state esposte in mostre personali o inviate ad esposizioni su invito. 

### Tecniche usate dall'artista
Per quanto riguarda le tecniche usate, solo in pochi casi si tratta di un'unica tecnica (es. fusione a cera persa; cesello a sbalzo, etc.). Nella maggior parte dei casi si tratta di tecniche miste in cui la progettazione e realizzazione ha richiesto diversi tipi di intervento dell'artista (lavorazione delle singole lamine, di ferro e/o di ottone; modelli in cera per la fusione; successivo intervento per inserimento di ulteriori elementi (lamelle, raggi, rivette, castoni con pietre dure e/o smalti, etc.).

### La tecnica del cesello
Questa tecnica, appresa da un libro su Benvenuto Cellini, diventa una delle caratteristiche delle sue sculture degli anni '80 ed il grande strato di pece è d'ora in poi sempre presente su un tavolo del suo studio.

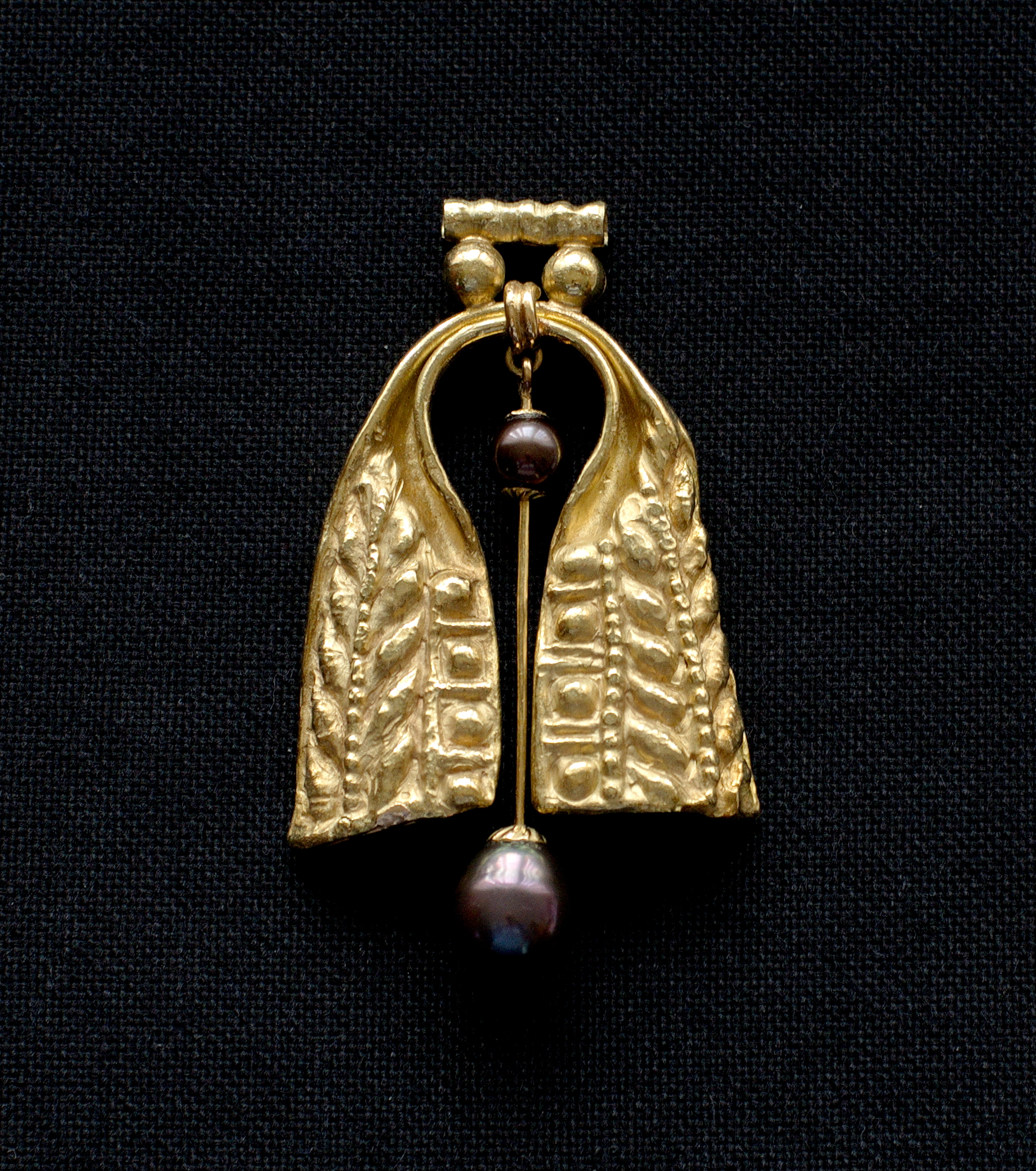
EGIZIO, ciondolo in oro sbalzato a mano da Francesco Brunetti con perle nere

La voglia di sperimentare lo porta anche a cesellare l'oro che fa laminare dall'amico Andrea Andreoli, orefice e figlio dell'orefice che gli fuse i suoi primi gioielli-scultura nel '73. Nasce così anche il gusto di creare gioielli unici, che negli anni conserveranno lo stile e l'evoluzione delle sue opere scultoree.

## Mostre
Nel 2016 la moglie Elisabetta cura insieme al Comune di Valsamoggia la mostra celebrativa Il racconto della Materia a 20 anni dalla morte dell'artista, con il patrocinio della Diocesi di Bologna, il contributo della Pro Loco di Crespellano e la collaborazione della galleria Artifigurative.
Nel 2022 viene organizzata dalla nipote Elena Brunetti la mostra Io faccio scultura... nell'ambito dell'evento Art City White Night di Arte Fiera Bologna. 

## Riconoscimenti
- 1960 Vince il Primo Premio per la Scultura al Premio Nazionale Lerici;
- 1961 Vince il Secondo premio per la Scultura al Premio Nazionale Lerici;
- 1965 Vince il Concorso per l'esecuzione di una scultura per la pala d'altare della cappella dell'Ospedale di Padova;
- 1968 vince il Secondo Premio di Scultura Premio Internazionale d'Arte Acireale Turistico-Termale, Acireale;
- 1968 vince il Secondo Premio di Scultura IV Concorso Nazionale di ceramica e scultura Francesca da Rimini, Rimini;
- 1968 vince il Secondo Premio per la Scultura al Premio di Pittura e Scultura Mario Pettenon, San Martino di Lupari;
- 1968 vince il Secondo Premio per la Scultura al Premio Aldo Roncaglia San Felice sul Panaro;
- 1969 vince il Secondo Premio per la Scultura al XIX Premio G.B. Salvi di Sassoferrato;
- 1970 vince il Primo Premio per la Scultura al XX Premio G.B. Salvi di Sassoferrato;
- 1970 vince il Primo Premio per la Scultura al Premio Aldo Roncaglia San Felice sul Panaro;
- 1970 vince il Secondo Premio per la Scultura al Premio San Felice sul Panaro;
- 1970 vince il Primo Premio per la Scultura al Premio di Pittura e Scultura Mario Pettenon, San Martino di Lupari;
- 1971 vince il Fiorino d'Oro per la Scultura al XX Premio del Fiorino. Biennale Internazionale d'Arte, Firenze;
- 1972 vince il Primo Premio per la Scultura al Premio Aldo Roncaglia San Felice sul Panaro;
- 1974 nominato Accademico dell'Accademia Tiberina, Roma;
- 1974 nominato Accademico dell'Accademia Clementina di Bologna;
- 1979 medaglia d'oro del Senato della Repubblica alla Mostra Interregionale di Scultura, Cesena.

## Partecipazioni su invito
- 1974 partecipa su invito alla Biennale di Mentone in Francia
- 1974 partecipa su invito al Premio Internacional Dibuix Joan Miro, Barcellona
- 1975 partecipa su invito alla X Quadriennale, Roma
- 1976 partecipa su invito alla Biennale Aurea 76, Palazzo Strozzi, Firenze
- 1977 partecipa su invito a Arti Figurative, Piacenza
- 1977 partecipa su invito alla XI Biennale Internazionale della Piccola Scultura, Padova
- 1979 partecipa su invito alla rassegna Internazionale di Scultura Contemporanea Immagini e Strutture nel ferro e nell'acciaio, Repubblica San Marino
- 1979 partecipa su invito alla Bilan de l'Art Contemporain, Padiglione Italia, Parigi
- 1979 partecipa su invito alla 3ª Quadriennale d'Arte Contemporanea, Acquasanta Terme
- 1983 Partecipa su invito alla Mostra 40 Artisti Italiani a Roma organizzata dal Comune di Roma

## Opere in luoghi pubblici

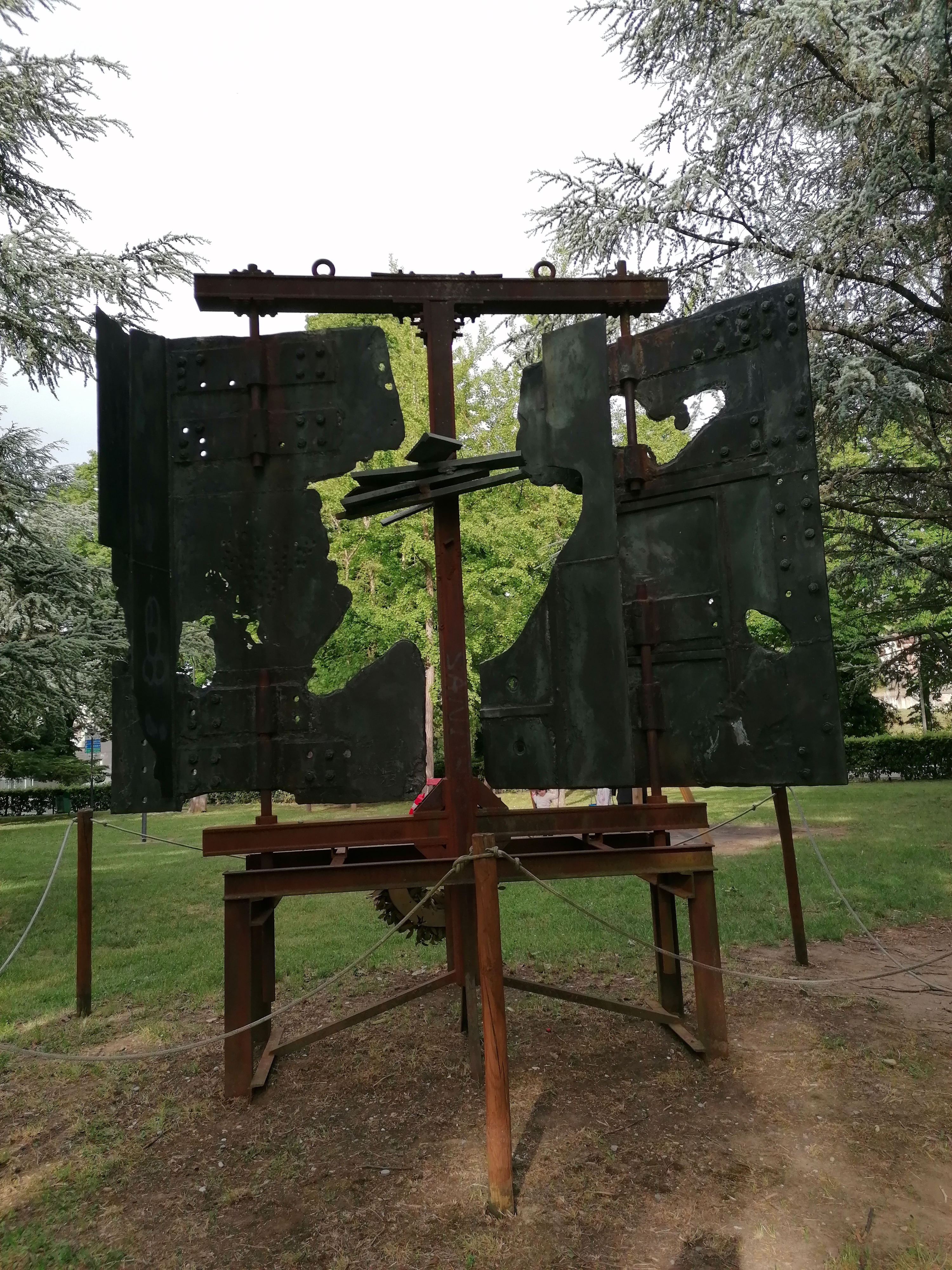
Ai caduti di tutte le guerre, 1973, Modigliana (FC)

- Ai caduti di tutte le guerre, 1973, ferro e bronzo, giardino "Durante Doni" del Comune di Modigliana

- Crocifisso, 1979, eseguito per tomba fam. Ponzellini, ferro e bronzo, cimitero di Cazzago Brabbia

- La famiglia di Nazareth, 1984/5, pala in bronzo sbalzato, casa Punta Anna, Falzarego
- L'agnello dell'Apocalisse, 1984/5, eseguito per tomba fam. Castelli, ottone sbalzato, ametiste, bronzo, cimitero monumentale della Certosa di Bologna.
- Io sto alla porta e busso, 1985/86, bronzo sbalzato e smalti, bozzetto per la Porta Santa della basilica di San Paolo fuori le Mura di Roma, che verrà successivamente esposto nella Chiesa di san Giuseppe Sposo di Bologna
- Crocifisso glorioso, 1987/88, bronzo sbalzato e smalti, Chiesa di S. Maria delle Grazie, Bologna
- La Croce in "memoria", 1988, ottone sbalzato e ametiste, eseguito per tomba dei genitori, Certosa di Bologna
- San Benedetto, bronzo sbalzato, 1988/89, pala d'altare per la Chiesa di S. Antonio, Maccarese
- Crocifisso glorioso, 1992, riproduzione in bronzo fuso e dorato e smalti, Biblioteca della Basilica di san Domenico in Bologna
- Porte Aperte, 1994 (1996), bronzo, centro sportivo del Comune di Crespellano